# A.C. Green
A.C. Green Jr (ur. 4 października 1963 w Portland) – amerykański koszykarz grający w lidze NBA na pozycji silnego skrzydłowego. Rozegrał nieprzerwanie najwięcej meczów w historii ligi (1192), grając w czterech klubach. W całej swojej karierze rozegrał 82 lub więcej meczów w ciągu wszystkich oprócz jednego sezonu (w sezonie 1986–1987, jego drugim w lidze, opuścił tylko trzy mecze). Trzykrotny mistrz NBA.

## Kariera
Po ukończeniu Oregon State University został wybrany w drafcie 1985 z numerem 23. przez Los Angeles Lakers. Grał w tym klubie 8 lat i zdobył dwa tytuły mistrza NBA (1987 i 1988) oraz dwa razy grał w finałach (1989 i 1991). Będąc specjalistą od zbiórek został wybrany do drugiej piątki obrońców ligi w 1989, w 1990 zagrał w NBA All-Star Game.
Następne sezony spędził w Phoenix Suns i Dallas Mavericks (zmieniając klub w środku sezonu 1996–1997 miał rzadką okazję rozegrać 83 mecze w jednym sezonie zasadniczym). Następnie po 13 latach wrócił na jeden sezon do macierzystego klubu Los Angeles Lakers, gdzie w 2000 zdobył swój trzeci tytuł mistrzowski. Karierę skończył w Miami Heat, pod wodzą, znanego z Lakers, trenera Pata Rileya, po sezonie 2000–2001.
Swą serię nieprzerwanych meczów zaczął 19 listopada 1986, gdy Lakers pokonali San Antonio Spurs, a zakończył 18 kwietnia 2001 wygranym meczem Miami Heat z Orlando Magic.

## Życie prywatne
Green słynie z głębokiej religijności. Publicznie deklarował, iż całą karierę w NBA przeżył przed inicjacją seksualną. Wziął ślub w 2002. Obecnie prowadzi fundację A.C. Green Youth Foundation promującą abstynencję seksualną przed ślubem. W 2016, w ramach serii ESPN 30 for 30, powstał o nim film dokumentalny AC Green: Iron Virgin, którego tytuł nawiązywał do jego religijnych przekonań oraz boiskowego pseudonimu „Iron Man”.
Jego inicjały nie oznaczają żadnych imion, ma na imię po prostu A.C.

## Osiągnięcia
Na podstawie, o ile nie zaznaczono inaczej.
NCAA
- Uczestnik rozgrywek:
  - Elite Eight turnieju NCAA (1982)
  - turnieju NCAA (1982, 1984, 1985)
- Mistrz sezonu zasadniczego konferencji Pac 10 (1982, 1984)
- Zawodnik roku konferencji Pac-10 (1984)[5]
- Zaliczony do:
  - I składu Pac 10 (1983–1985)
  - III składu All-American (1985 przez Associated Press, UPI)
  - Pac-12 Hall of Honor
- Drużyna Oregon State Beavers zastrzegła należący do niego numer 45

NBA
- 3-krotny mistrz NBA (1987, 1988, 2000)
- 2-krotny wicemistrz NBA (1989, 1991)
- Uczestnik meczu gwiazd NBA (1990)
- Zaliczony do II składu defensywnego NBA (1989)[6]
- Lider play-off w średniej zbiórek (1993)[7]